# Lifan X70
Lifan X70 — компактный кроссовер, выпускавшийся с 2018 по 2020 год китайской компанией Lifan.

## Описание
Lifan X70 впервые был представлен 21 сентября 2017 года на Глобальной дилерской конференции в Лицзяне. С весны 2018 года автомобиль продавался в России, а позднее модель появилась в Китае и Южной Америке.
Ранее в апреле 2015 года автомобиль был представлен на автосалоне в Шанхае.

## Технические характеристики
Lifan X70 оснащён двухлитровым бензиновым двигателем мощностью 104 кВт (141 л. с.), который сочетался в паре с пятиступенчатой механической трансмиссией. Привод передний.
|                            | 2.0                        |
| Годы производства          | 04.2018—08.2020            |
| Тип                        | Бензиновый двигатель (R4)  |
| Объём                      | 1988 см³                   |
| Степень сжатия             | 10,0:1                     |
| Мощность при об/мин        | 100 кВт (136 л. с.) / 6000 |
| Крутящий момент при об/мин | 178 Н⋅м / 4200—4400        |
| Привод                     | Передний                   |
| Трансмиссия                | 5-скор. МКПП               |
| Максимальная скорость      | 180 км/ч                   |
| Разгон до 100 км/ч         | 13,8 сек.                  |
| Расход топлива (л/100 км)  | 7,5 л                      |
| Объём бака                 | 55 л                       |